# Matatū
Actualités
Matatū est une franchise fédérale féminine néo-zélandaise de rugby à XV basée à Christchurch. Fondée en 2021, l'équipe dispute le Super Rugby Aupiki. Même si elle est sous l’autorité de la fédération provinciale de Canterbury, l'équipe représente aussi la province d'Otago et toute l'île du Sud.

## Histoire

### Identité
Le terme maori matatū signifie alerte, vigilant. C'est l'ordre imposant de rester sur ses gardes pour être prêt à affronter tous les défis. C'est aussi un nom vernaculaire donné au mont Aoraki, point culminant de l'île du Sud et de la Nouvelle-Zélande. Par extension, le mot peut désigner toute l'île du Sud (Te Waka o Aoraki).
Le logo de l'équipe reprend les silhouettes des monts Aoraki, Rakirua, Rakiroa et Rakariroa, les « quatre frères » dans la mythologie locale. Les couleurs symbolisent quant à elles les eaux glaciaires des paysages montagneux de l'île.
Le nom de l'équipe, son logo et ses couleurs, révélés le 12 octobre 2021, sont le fruit du travail de l'artiste Morgan Matthews-Hale, en partenariat avec plusieurs groupes de réflexion. L'utilisation du nom « matatū » s'est faite avec l'autorisation des autorités tribales Ngāi Tūāhu, un des principaux iwi de l'île du Sud. Le maillot officiel est présenté en février 2022.

### Saisons inaugurales
À l'initiative de la fédération néo-zélandaise qui souhaite mettre en place une compétition intermédiaire entre la Farah Palmer Cup et le niveau international, la franchise de Matatū est officiellement lancée en octobre 2021. Le poste d'entraineur est confié à Blair Baxter, assisté par Whitney Hansen et Tony Christie. Pour la postérité, les cinq premières joueuses à signer leur contrat sont Kendra Cocksedge, Phillipa Love, Steph Te Ohaere-Fox, Grace Brooker et Te Rauoriwa Gapper. Alana Bremner est nommée capitaine.
L'équipe joue son tout premier match à Taupo, en pré-saison contre les Chiefs Manawa. La première rencontre officielle a lieu la semaine suivante, le 10 mars 2022, à nouveau contre les Chiefs Manawa, à Hamilton. L'équipe boucle le premier Super Rugby Aupiki (en), qui est intégralement disputé à Hamilton, avec trois défaites en trois matchs.
En 2023 (en), le format de la compétition est le même, mais les équipes jouent effectivement à domicile et la saison se conclut par une phase finale. Avec l'inversion du calendrier par rapport à 2022, Matatū dispute cette fois de deux matchs à domicile (à Dunedin et Christchurch). L'équipe remporte sa demi-finale contre les Blues. Puis contre toute attente s'impose en finale à Hamilton, sur le terrain des Chiefs Manawa, avec 23 points, dont deux essais, inscrits par Renee Holmes. L'équipe subit toutefois une grosse perte puisqu'en fin de saison Renee Holmes signe aux Chiefs Manawa.
Whitney Hansen remplace Bill Baxter à la tête de l'équipe. Sept joueuses s'en vont, huit sont recrutées, dont Maia Joseph (Otago), élue meilleure joueuse de la Farah Palmer Cup 2022 et l'internationale Kaipo Olsen-Baker (2 sélections),. Une ancienne joueuse revient, en la personne de Liv McGoverne, de retour après une saison en Angleterre avec les Exeter Chiefs et visant la Coupe du monde 2025. Pour la première journée face aux Blues, Matatū organise son premier match à Invercargill, ce qui constitue la première rencontre féminine professionnelle de l'histoire de la ville. Le match est joué devant 2100 spectateurs payants. La saison 2024, qui est passée sur un format de matchs aller-retour, voit Matatū gagner seulement deux de ses six rencontres et terminer troisième. L'équipe n'est pas qualifiée pour la finale et ne peut défendre son titre. À l'occasion de ses trophées de fin de saison, Matatū nomme Kaipo Olsen-Baker joueuse de l'année et Maia Joseph débutante de l'année. Après la compétition, neuf joueuses signent un contrat fédéral, dont Atlanta Lolohea et Maia Joseph pour qui c'est le premier.
Pour la saison 2025, l'encadrement technique reçoit le renfort de Simon Kneebone et Jason Kjestrup. L'effectif se renforce avec les retours des internationales Chelsea Bremner et Hannah King mais perd Rosie Kelly, partie aux Chiefs Manawa. Neuf débutantes sont recrutées, dont trois finalistes de la précédente Farah Palmer Cup (Abigail Paton, Fia Laikong et Tayla Simpson). Matatū se qualifie pour la finale de la compétition mais s'incline 26 à 19 contre les Blues championnes en titre.

## Palmarès

### Trophées
- Super Rugby Aupiki :
  - Champion (1) : 2023 (en).
  - Finaliste (1) : 2025.

### Bilan par saison
| Saison    | Classement | Pts | MJ | G | N | P | PM  | PE  | Dif. | B | Phase finale                                 |
| --------- | ---------- | --- | -- | - | - | - | --- | --- | ---- | - | -------------------------------------------- |
| 2022 (en) | 4e         | 1   | 3  | 0 | 0 | 3 | 31  | 56  | -25  | 1 | pas de phase finale                          |
| 2023 (en) | 2e         | 5   | 3  | 1 | 0 | 2 | 95  | 102 | -7   | 1 | Championnes (33-31 contre les Chiefs Manawa) |
| 2024      | 3e         | 11  | 6  | 2 | 0 | 4 | 144 | 162 | -18  | 3 | non qualifiées                               |
| 2025      | 2e         | 19  | 6  | 4 | 0 | 2 | 169 | 141 | +28  | 3 | Finalistes (19-26 contre les Blues)          |